# Beef Wellington

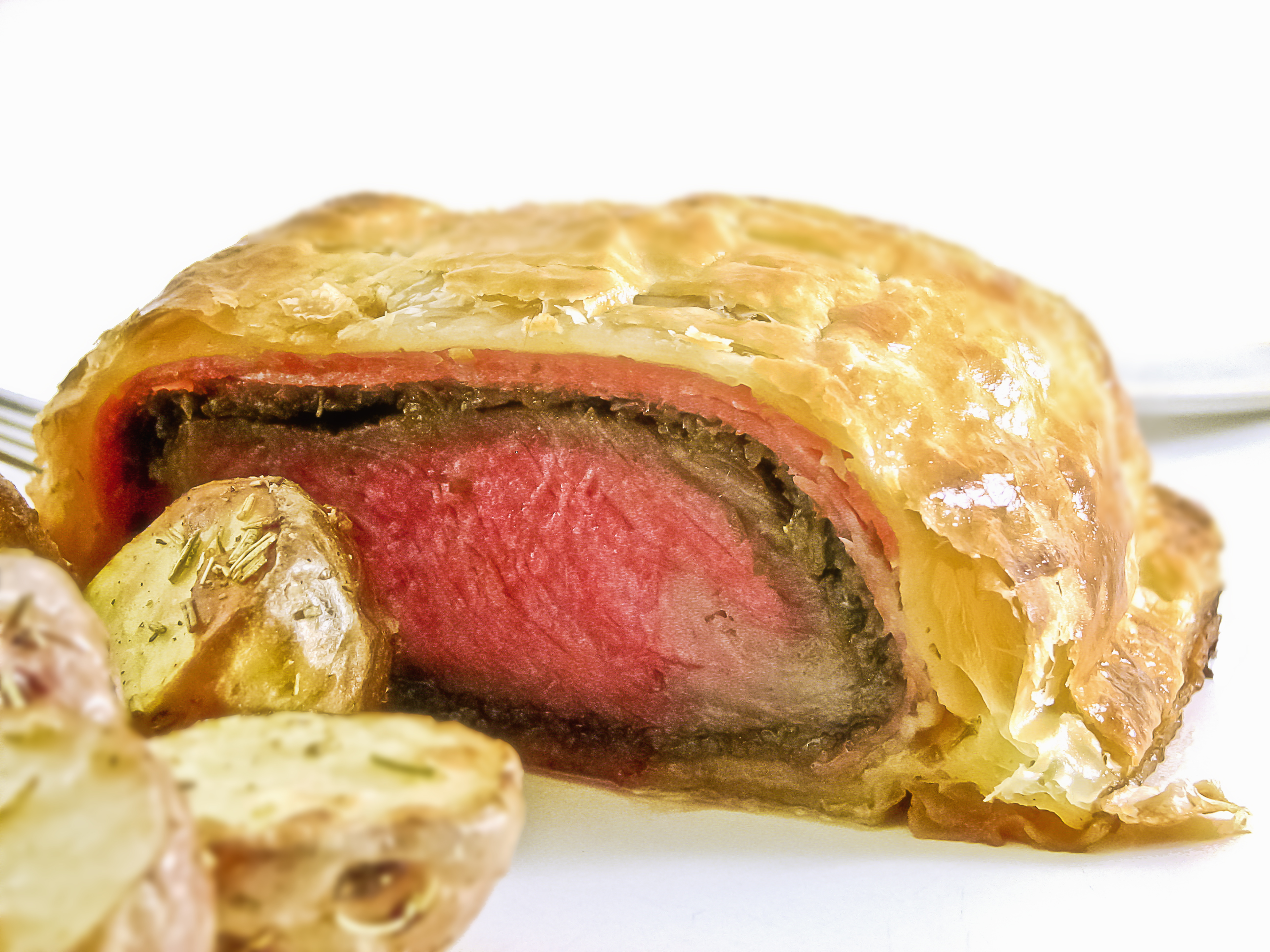
Beef Wellington po przepołowieniu

Beef Wellington – potrawa kuchni brytyjskiej w postaci polędwicy wołowej, otoczonej warstwą pasztetu (np. foie gras) lub farszu grzybowego (często obiema), zapiekanej w cieście francuskim. Mięso często doprawiane jest maderą.
W obiegowej opinii potrawa nazwana została na cześć księcia Wellington, generała, zwycięzcy bitwy pod Waterloo (1815). W rzeczywistości jednak pochodzenie nazwy nie jest jasne. Nie pojawia się ona bowiem w XIX-wiecznych książkach kucharskich. Najwcześniejsze jej użycie Oxford English Dictionary odnotowuje w  przewodniku po nowojorskich restauracjach z 1939 roku. Wśród alternatywnych teorii funkcjonuje również taka, że potrawa zawdzięcza ją wyglądowi, mającemu przypominać kalosze (ang. wellingtons).
Podobna potrawa, bœuf en croûte występuje w kuchni francuskiej.